# 窦妪镇
窦妪镇，是中华人民共和国河北省石家庄市栾城区下辖的一个乡镇级行政单位。

## 行政区划
窦妪镇下辖以下地区：
窦妪村、南牛庄村、北牛庄村、彭家庄村、汪家庄村、陈朝宇村、赵庄村、南陈村、北陈村、南赵村、北赵村、南赵台村、北赵台村、梅家村、永安村、王村和窦妪工业区社区。

## 交通
- 京广铁路：窦妪站